# Hanguk Kyeongje Sinmun
Le Hanguk Kyeongje Sinmun (en coréen : "Le Quotidien de l'économie coréenne") est un quotidien financier sud-coréen. C'est le journal des milieux d'affaires.